# Vincenc Chomrák
Vincenc Chomrák (21. ledna 1871 Pardubice – 1. září 1935 tamtéž) byl český podnikatel, sportovec a motorista, průkopník cyklistiky, vyučený puškař, majitel puškařského obchodu v Pardubicích, kde začal následně též prodávat a opravovat bicykly a automobily. Roku 1910 obdržel úřední povolení ke zřízení první veřejné autoškoly v Rakousku-Uhersku.

## Život a dílo

### Mládí

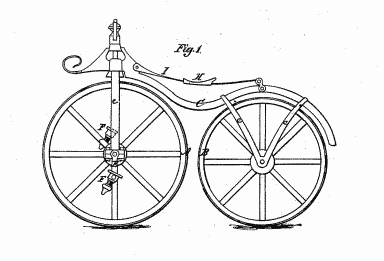
Tzv. kostitřas, 1866

Narodil se v domě U Zlaté koule v Pardubicích do rodiny hostinského, který v domě provozoval hostinec. Chomrák vychodil obecnou školu, poté studoval na vyšším reálném gymnáziu v Pardubicích a na německé reálce v Trutnově. Ve věku asi 15 let vlastnil tzv. kostitřas, dřevěný předchůdce jízdního kola, na kterém ujel 1035 kilometrů na trase ze Steyru přes Graz, Merano, Benátky a Linec do Pardubic. Poté, co mu bylo Německou cyklistickou unií uděleno ocenění, odjel jej převzít do Norimberka na svém stroji. Roku 1889 inicioval vznik hliněné klopené cyklistické dráhy, kde byla ještě téhož roku uspořádána mezinárodní soutěž. Vyučil se puškařem a z Pardubic odešel sbírat pracovní zkušenosti do jiných regionů Rakouska-Uherska, následně také do Německa a Belgie.

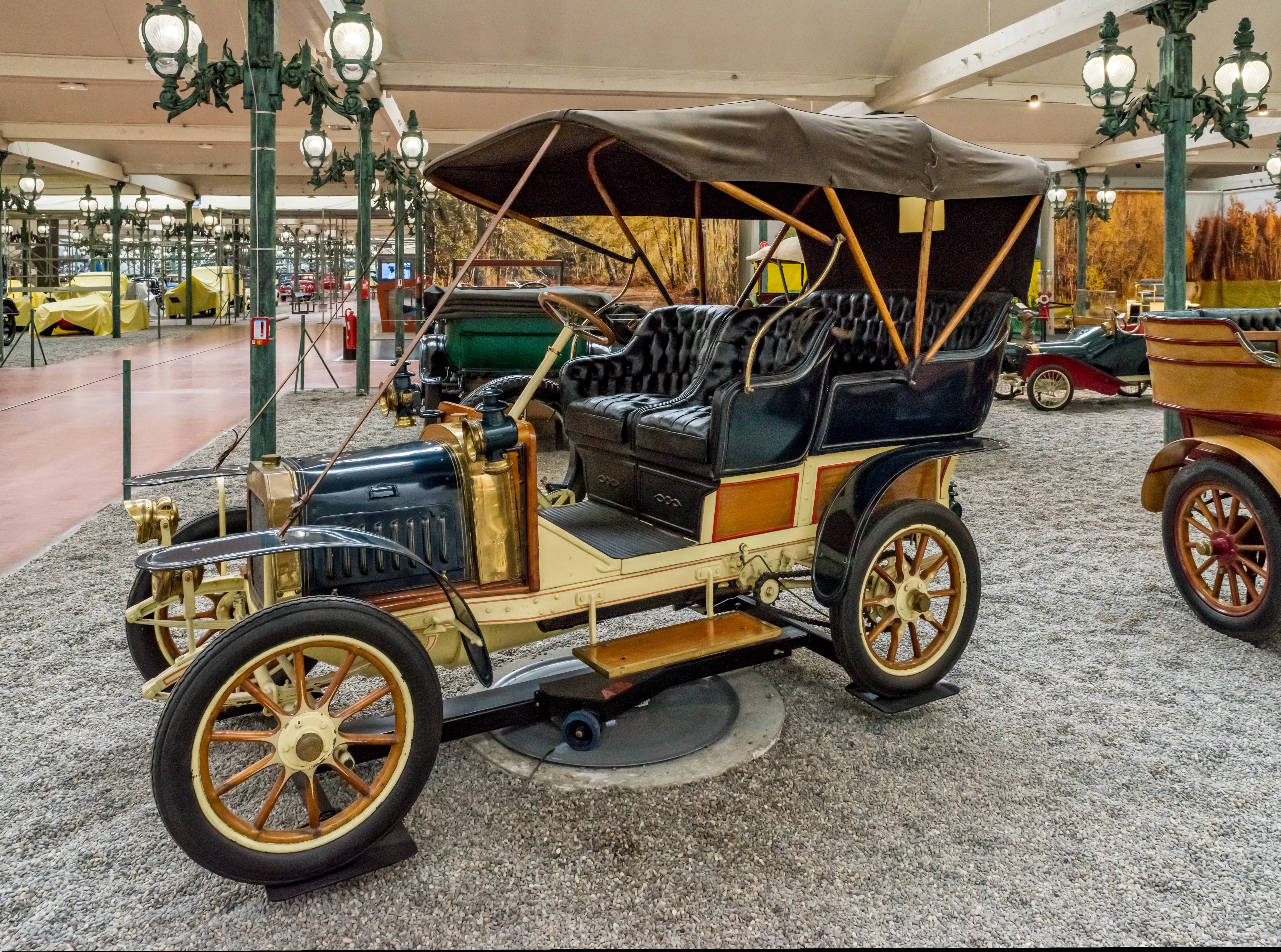
Peugeot VC1 z roku 1907

Roku 1892 zakoupil plášťový bicykl značky Rover, na kterém dojel ze Salcburku přes Vídeň a Budapešť do Pardubic a následujícího roku z Pardubic přes Mnichov a Frankfurt nad Mohanem do Curychu.

### Podnikání
Vrátil se do Pardubic a okolo roku 1900 si zde ve Sladkovského ulici otevřel vlastní obchod se zbraněmi, jehož sortiment následně doplnil i prodejem a servisem bicyklů. S rozšiřujícím se odvětvím motorismu začal projevovat zájem též o motocykly a automobily, které se postupně dostávaly na trh, Chomrák pak ve svém obchodě začal nabízet i tyto stroje, jako jeden z prvních ve městě. Díky své cyklistické praxi si dokonale osvojil jejich řízení. Velmi pravděpodobně spolupracoval též s výrobním závodem bicyklů Slavie z Mladé Boleslavi, ze které se přes výrobu motocyklů stala automobilka Laurin & Klement. První vozy prodávané v obchodu Vincence Chomráka byly však francouzské značky Peugeot. Roku 1909 byl areál podniku přestavěn a rozšířen o prostorné automobilové garáže pod názvem V. Chomrák, pardubické autotechnikum.

### Autoškola
Od roku 1906 prováděl v Pardubicích kurzy řízení motorových vozidel, roku 1910 zde pak otevřel autoškolu jakožto první soukromou instituci v tehdejší Rakousko-uherské monarchii. Součástí kurzu byla vedle praktických jízd i dopravní teorie. Zájem o motorismus ve východních Čechách posilovaly i menší automobilové továrny KAN Aloise Nejedlého v Kuklenách u Hradce Králové a Slatiňanská továrna automobilů R. A. Smekala činné krátce před první světovou válkou.
Po začátku války byl Chomrák roce 1915 jmenován členem komise pro válečné odvody aut v pardubickém hejtmanství, která rekvírovala soukromé automobily pro potřeby Císařské armády. Následujícího roku 1916 byl odveden do armády, sloužil ve Vídni jako vojenský automobilový instruktor.
Po válce a vzniku samostatného Československa se vrátil do Pardubic a pokračoval ve vedení obchodu. Byl prezidentem Svazu výrobců velocipedů, šicích strojů a motorových vozidel v Praze a předsedou Československého svazu oprávněných majitelů autoškol, který sdružoval soukromé provozovatele autoškol. Je doloženo, že pardubický aviatik Ing. Jan Kašpar zakoupil v Chomrákově obchodě svůj motocykl, a později i automobil.

### Úmrtí
Vincenc Chomrák zemřel 1. září 1935 v Pardubicích ve věku 64 let a byl pohřben v rodinné hrobce na místním Centrálním hřbitově. Hrobka byla umělecky zdobena, později ovšem zanikla, připomíná ji pamětní deska umístěná na Centrálním hřbitově se jmény významných pohřbených, jejichž hroby se nedochovaly.